# Krosno Polanka
Krosno Polanka – przystanek kolejowy w Krośnie, w województwie podkarpackim, w Polsce. Na stacji zatrzymują się tylko pociągi osobowe spółki Przewozy Regionalne.

## Ruch pasażerski
| Rok  | Wymiana pasażerska na dobę |
| ---- | -------------------------- |
| 2017 | 0-9                        |
| 2022 | 0-9                        |

## Galeria

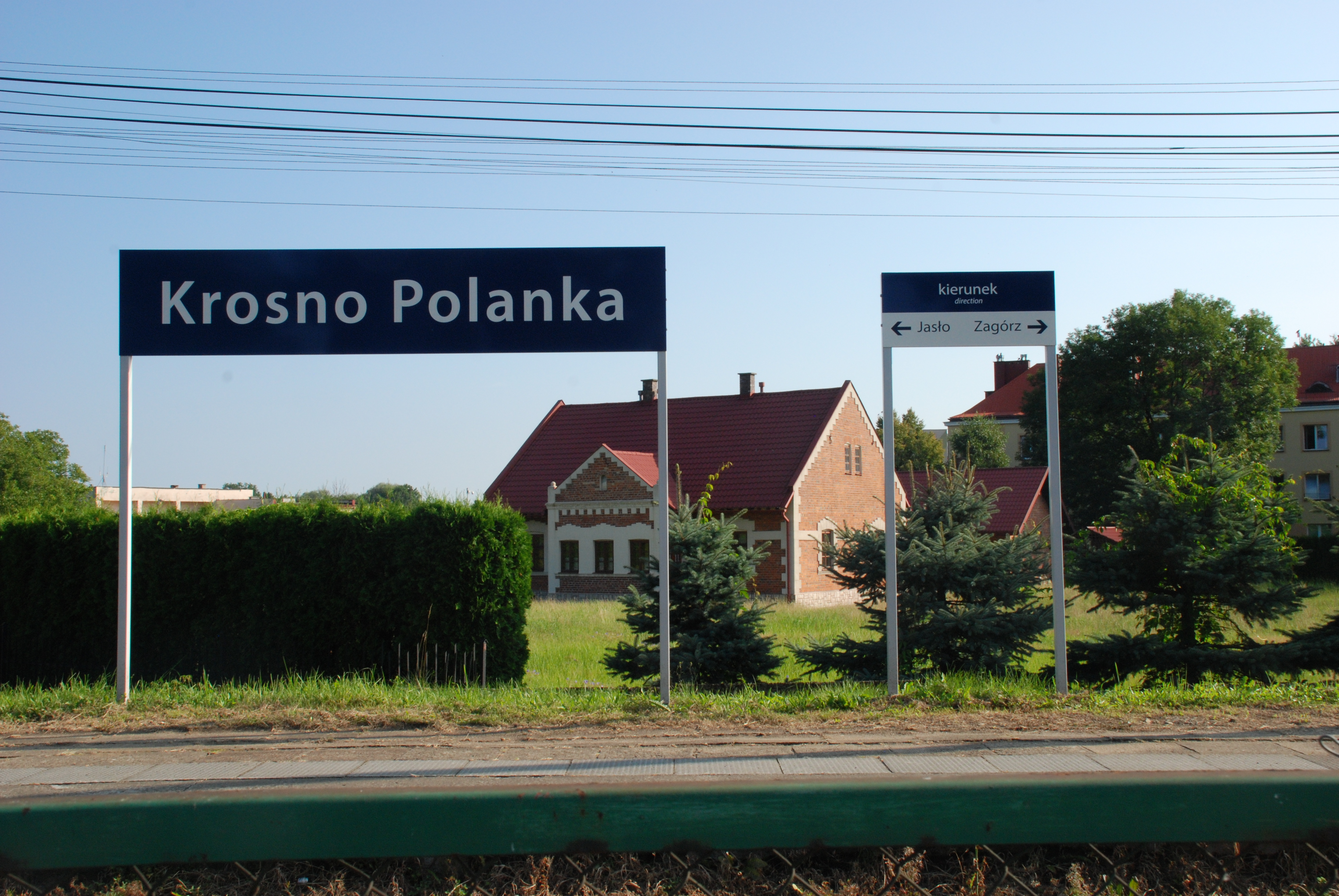
Tablice informacyjne na przystanku kolejowym Krosno Polanka.
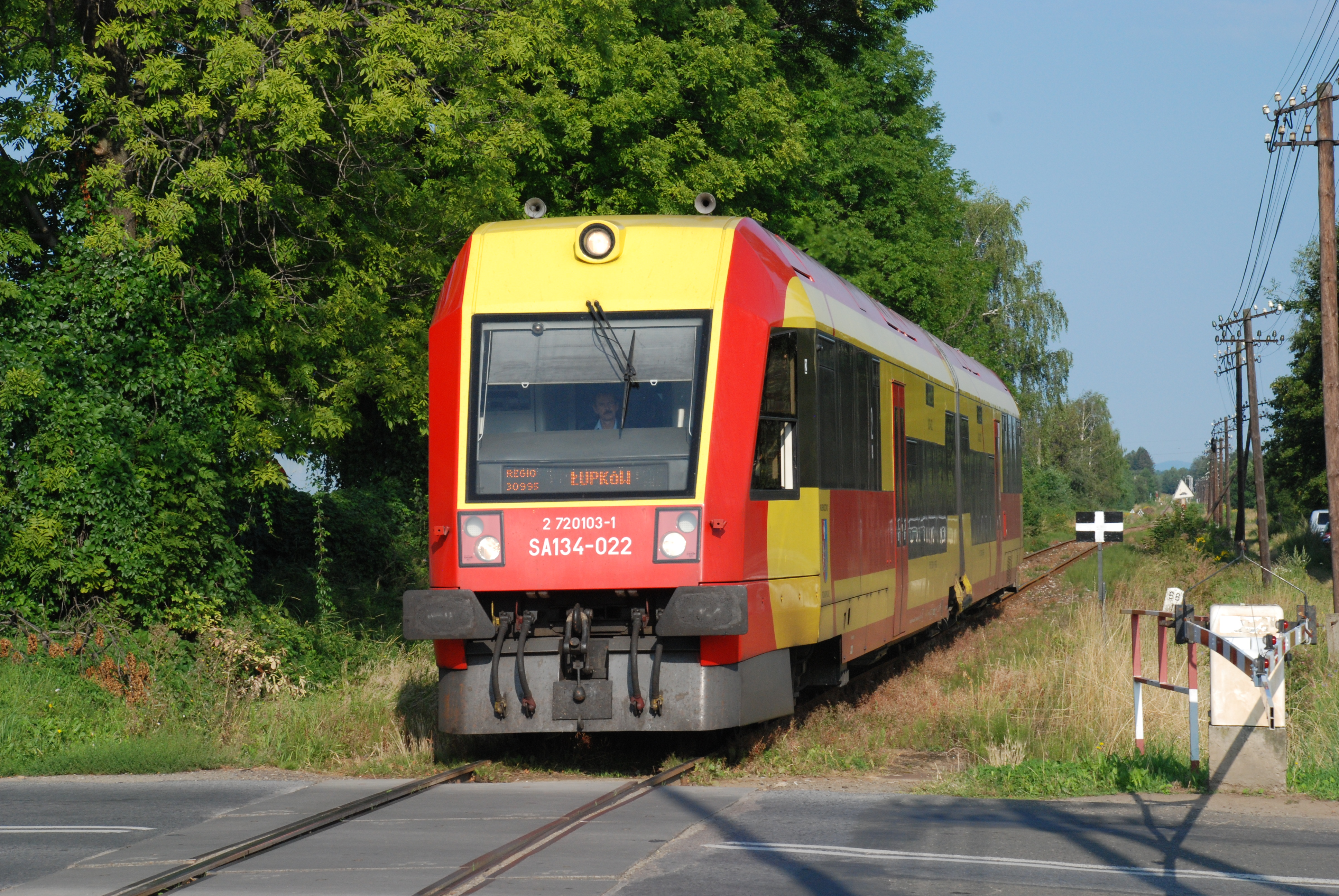
SA134-022 z Rzeszowa Głównego do Łupkowa wjeżdżający na przystanek osobowy Krosno Polanka.